# Pyrota mylabrina
Pyrota mylabrina es una especie de coleóptero de la familia Meloidae.

## Distribución geográfica
Habita en México  y Colorado.